# Rhythm Nation 1814
Rhythm Nation 1814 ist das vierte Studioalbum der US-amerikanischen Sängerin Janet Jackson, das im September 1989 bei A&M Records erschien.

## Geschichte
Janet Jackson entschied sich, ein Konzeptalbum über soziale Ungerechtigkeit zu machen. Sie arbeitete dabei unter anderem mit dem Songwriting-Team Jimmy Jam und Terry Lewis zusammen und schrieb sechs der Stücke auf dem Album selbst mit. Janet Jackson produzierte das Album selbst, wobei Labelchef John McClain „Executive Producer“ war.
Das Album bewegt sich zwischen Contemporary R&B und Pop, wobei beim Gesang auch Einflüsse aus dem Hip-Hop vorhanden sind. Die Ballade Livin' in a World (They Didn't Make) beschreibt das Schicksal von Kindern, die Gewalt ausgesetzt sind.

## Titelliste
1. Interlude: Pledge – 0:47
2. Rhythm Nation (Janet Jackson, James Harris III, Terry Lewis) – 5:31
3. Interlude: T.V. – 0:22
4. State of the World (Janet Jackson, James Harris III, Terry Lewis) – 4:48
5. Interlude: Race – 0:05
6. The Knowledge (James Harris III, Terry Lewis) – 3:54
7. Interlude: Let’s Dance – 0:03
8. Miss You Much (James Harris III, Terry Lewis) – 4:12
9. Interlude: Come Back Interlude – 0:21
10. Love Will Never Do (Without You) (James Harris III, Terry Lewis) – 5:50
11. Livin’ in a World (They Didn’t Make) (James Harris III, Terry Lewis) – 4:41
12. Alright (Janet Jackson, James Harris III, Terry Lewis) – 6:26
13. Interlude: Hey Baby – 0:10
14. Escapade (Janet Jackson, James Harris III, Terry Lewis) – 4:44
15. Interlude: No Acid – 0:05
16. Black Cat (Janet Jackson) – 4:50
17. Lonely (James Harris III, Terry Lewis) – 4:59
18. Come Back to Me (Janet Jackson, James Harris III, Terry Lewis) – 5:33
19. Someday Is Tonight (Janet Jackson, James Harris III, Terry Lewis) – 6:00
20. Interlude: Livin’...In Complete Darkness – 1:07

## Mitwirkende
- Herb Alpert – Trompete, Horn, Brass
- Julie Ayer – Violine
- Stephen Barnett – Dirigent
- Steve Barnett – Dirigent
- David Barry – elektrische Gitarre und zwölfsaitige Gitarre
- Lee Blaske – Arrangeur
- Chris Brown – Bass
- Carolyn Daws – Violine
- Hanley Daws – Violine
- David Eiland – Programmierung
- Rene Elizondo – Hintergrundgesang
- Richard Frankel – Art direction, Coverdesign
- Johnny Gill – Perkussion, Special Effects, Fingerzimbeln
- James Greer – Hintergrundgesang
- Guzman/Rotterdam Conservatory Orquesta Tipica – Fotografie
- Steve Hodge – Hintergrundgesang, Toningenieur
- Peter Howard – Cello
- Janet Jackson – Arrangeur, Keyboards, Gesang, Hintergrundgesang, Produzent
- Jimmy Jam – Perkussion, Klavier, Schlagzeug, Keyboards, Musikprogrammierung, Produzent
- Jellybean Johnson – Gitarre, Schlagzeug, Gesang, Hintergrundgesang, Produzent
- Jesse Johnson – Gitarre
- Lisa Keith – Hintergrundgesang
- Kathy Kienzle – Harfe
- Joshua Koestenbaum – Cello
- Jamial Lafleur – Hintergrundgesang
- Terry Lewis – Bass, Perkussion, Arrangeur, Hintergrundgesang, Produzent
- Tshaye Marks – Hintergrundgesang
- John McClain – Hintergrundgesang, Produzent
- Tamika McDaniel – Gesang
- Tarnika McDaniel – Hintergrundgesang
- John McLain – Gitarre, Hintergrundgesang
- Shante Owens – Hintergrundgesang
- Amy Powell – Gesang
- Randy Ran – Hintergrundgesang
- Nicholas Raths – Gitarre, Klassische Gitarre
- Sonya Robinson – Hintergrundgesang
- Clarice Rupert – Hintergrundgesang
- Warlesha Ryan – Hintergrundgesang
- Tamas Strasser – Bratsche
- John Tartaglia – Bratsche
- Reshard Taylor – Hintergrundgesang
- Romuald Tecco – Konzertmeister
- Anthony Thomas – Hintergrundgesang
- Hyacinthe Tlucek – Konzertmeister
- Steve Wilson – Hintergrundgesang

## Singleauskopplungen
Aus dem Album wurden mit Miss You Much, Rhythm Nation, Escapade, Alright, Come Back to Me, Black Cat, Love Will Never Do (Without You) und State of the World acht Singles ausgekoppelt. Mit ihren Singleauskopplungen aus Rhythm Nation 1814 stellte Jackson zwei Rekorde in den US-amerikanischen Billboard Hot 100 auf. Zum einen stellte sie den Rekord für die meisten Top-10-Hits aus einem Album ein, sieben Top-10-Hits aus einem Album landeten zuvor nur Michael Jackson (Thriller) und Bruce Springsteen (Born in the U.S.A.). Zum anderen landete sie die meisten Top-5-Hits aus einem Album.
Singles in den Charts

| Jahr | Titel                            | Höchstplatzierung, Gesamtwochen, AuszeichnungChartplatzierungen (Jahr, Titel, , Platzierungen, Wochen, Auszeichnungen, Anmerkungen) | Höchstplatzierung, Gesamtwochen, AuszeichnungChartplatzierungen (Jahr, Titel, , Platzierungen, Wochen, Auszeichnungen, Anmerkungen) | Höchstplatzierung, Gesamtwochen, AuszeichnungChartplatzierungen (Jahr, Titel, , Platzierungen, Wochen, Auszeichnungen, Anmerkungen) | Höchstplatzierung, Gesamtwochen, AuszeichnungChartplatzierungen (Jahr, Titel, , Platzierungen, Wochen, Auszeichnungen, Anmerkungen) | Anmerkungen                            |
| Jahr | Titel                            | DE | CH | UK | US | Anmerkungen                            |
| ---- | -------------------------------- | --- | --- | --- | --- | -------------------------------------- |
| 1989 | Miss You Much                    | DE16 (18 Wo.)DE | CH20 (8 Wo.)CH | UK22 (7 Wo.)UK | US1 Platin · (20 Wo.)US | Erstveröffentlichung: 22. August 1989  |
| 1989 | Rhythm Nation                    | DE83 (2 Wo.)DE | CH22 (4 Wo.)CH | UK23 (5 Wo.)UK | US2 Platin · (17 Wo.)US | Erstveröffentlichung: 24. Oktober 1989 |
| 1990 | Escapade                         | DE17 (16 Wo.)DE | — | UK17 (7 Wo.)UK | US1 Platin · (17 Wo.)US | Erstveröffentlichung: 18. Januar 1990  |
| 1990 | Alright                          | DE43 (9 Wo.)DE | — | UK20 (5 Wo.)UK | US4 Gold · (16 Wo.)US | Erstveröffentlichung: 4. März 1990     |
| 1990 | Come Back to Me                  | — | — | UK20 (7 Wo.)UK | US2 (17 Wo.)US | Erstveröffentlichung: 18. Juni 1990    |
| 1990 | Black Cat                        | DE34 (13 Wo.)DE | CH10 (11 Wo.)CH | UK15 (6 Wo.)UK | US1 Gold · (16 Wo.)US | Erstveröffentlichung: 28. August 1990  |
| 1990 | Love Will Never Do (Without You) | — | — | UK34 (5 Wo.)UK | US1 Gold · (22 Wo.)US | Erstveröffentlichung: 15. Oktober 1990 |

## Rezeption

### Bestenlisten und Preise
| Zeremonie                                       | Land               | Preis | Jahr |
| ----------------------------------------------- | ------------------ | --- | ---- |
| Parents’ Choice Foundation                      | Vereinigte Staaten | Parents’ Choice Award | 1989 |
| Billboard Music Awards                          | Vereinigte Staaten | Top Hot 100 Singles Artist of the Year, Top Selling Album of the Year, Top Selling R&B Album of the Year, Top Selling R&B Albums Artist of the Year, Top Selling R&B Artist of the Year, Top Dance Club Play Artist of the Year, Top Hot Dance 12" Singles Sales Artist of the Year | 1990 |
| Billboard/Tanqueray Sterling Music Video Awards | Vereinigte Staaten | Best Female Video Artist, Black/Rap, Best Female Artist, Dance, Director’s Award, Black/Rap (Rhythm Nation 1814), Director’s Award, Dance („Alright“), Tanqueray Sterling Music Video Award for Artistic Achievement (Rhythm Nation 1814)                                           | 1990 |
| MTV Video Music Awards                          | Vereinigte Staaten | Best Choreography (Rhythm Nation), MTV Video Vanguard Award | 1990 |
| Grammy Awards 1991                              | Vereinigte Staaten | Best Music Video, Long Form (Rhythm Nation) | 1991 |
| Rolling Stone                                   | Vereinigte Staaten | „Women In Rock: The 50 Essential Albums“ (Platz 27) | 2002 |
| Entertainment Weekly                            | Vereinigte Staaten | The 100 Best Albums of the Past 25 Years (Platz 54) | 2008 |
| Rolling Stone                                   | Vereinigte Staaten | Die 500 besten Alben aller Zeiten (Platz 277) | 2012 |

### Rezensionen
Allmusic schrieb, dass Jacksons Stimme ziemlich dünn sei, aber „Soul und Spirit“ hat. Das Konzept des Albums sei erfolgreich gewesen.

## Kommerzieller Erfolg

### Chartplatzierungen
| ChartsChartplatzierungen       | Höchstplatzierung | Wochen |
| ------------------------------ | ----------------- | ------ |
| Deutschland (GfK)              | 39 (14 Wo.)       | 14     |
| Schweiz (IFPI)                 | 23 (1 Wo.)        | 1      |
| Vereinigte Staaten (Billboard) | 1 (108 Wo.)       | 108    |
| Vereinigtes Königreich (OCC)   | 4 (43 Wo.)        | 43     |

### Auszeichnungen für Musikverkäufe
Rhythm Nation 1814 bekam weltweit vier Mal Gold sowie 12 Platin-Schallplatten für über 6,7 Millionen verkaufte Einheiten. Quellen zufolge soll es sich über 14 Millionen Mal verkauft haben.
| Land/Region                  | Auszeichnungen für Musikverkäufe (Land/Region, Auszeichnung, Verkäufe) | Verkäufe  |
| ---------------------------- | ---------------------------------------------------------------------- | --------- |
| Australien (ARIA)            | 2× Platin                                                              | 140.000   |
| Hongkong (IFPI/HKRIA)        | Gold                                                                   | 10.000    |
| Japan (RIAJ)                 | Gold                                                                   | 100.000   |
| Kanada (MC)                  | Platin                                                                 | 100.000   |
| Neuseeland (RMNZ)            | Gold                                                                   | 20.000    |
| Niederlande (NVPI)           | Gold                                                                   | 50.000    |
| Schweiz (IFPI)               | Gold                                                                   | 25.000    |
| Taiwan (RIT)                 | Platin                                                                 | 50.000    |
| Vereinigte Staaten (RIAA)    | 6× Platin                                                              | 6.000.000 |
| Vereinigtes Königreich (BPI) | Platin                                                                 | 300.000   |
| Insgesamt                    | 4× Gold · 12× Platin ·                                                 | 6.795.000 |

Hauptartikel: Janet Jackson/Auszeichnungen für Musikverkäufe